# دم‌چلچله‌ای لبه‌طلایی
دم‌چلچله‌ای لبه‌طلایی (نام علمی: Battus polydamas) گونه‌ای از پروانه‌است که در تیره پروانه‌های دم‌چلچله‌ای قرار دارد. زیستگاه این گونه در بومگاه نوشمالگانی می‌باشد.

## نگارخانه

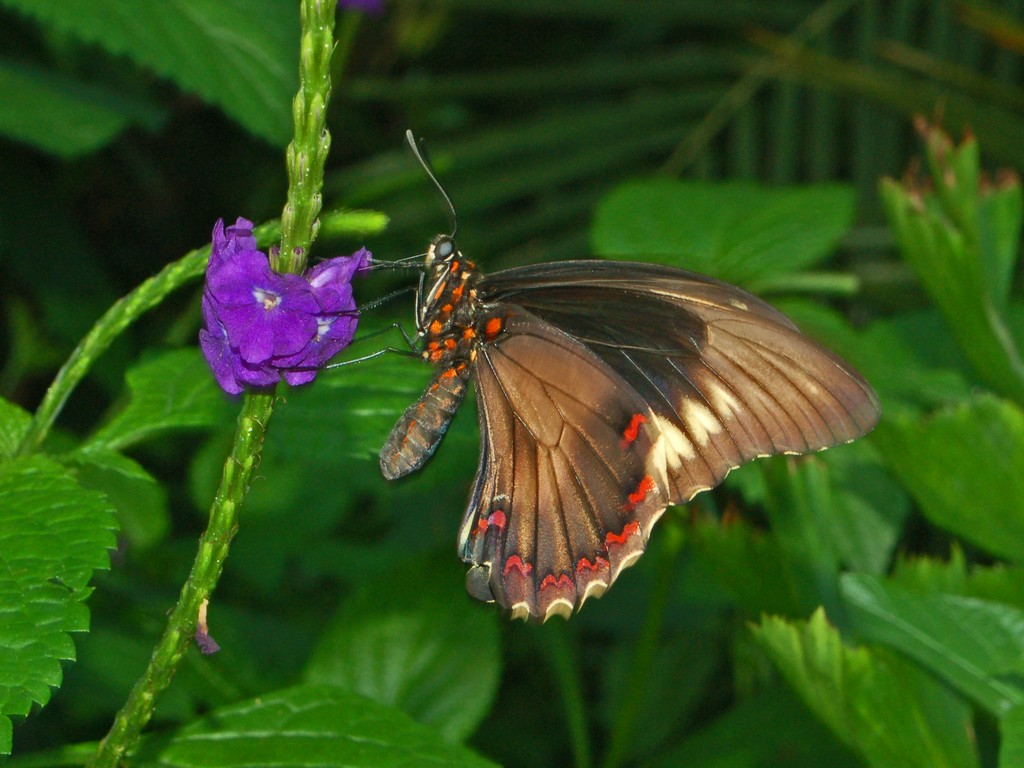
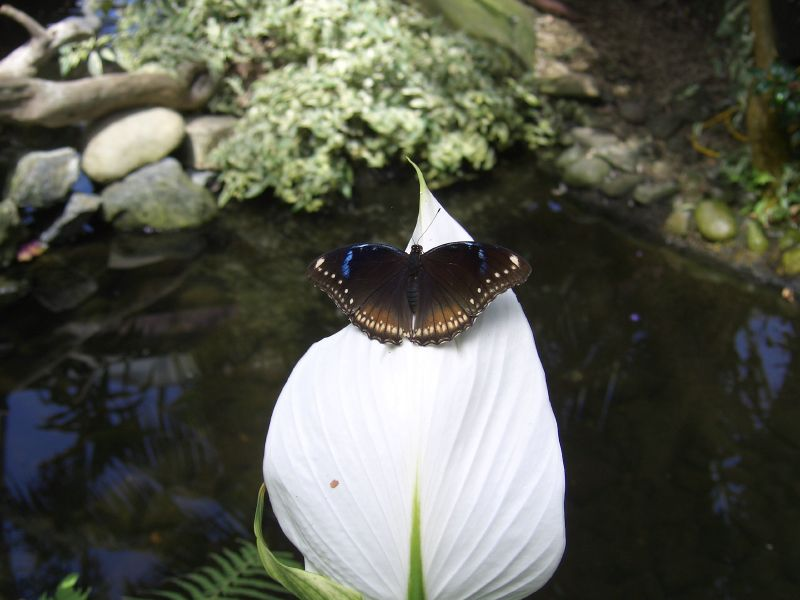
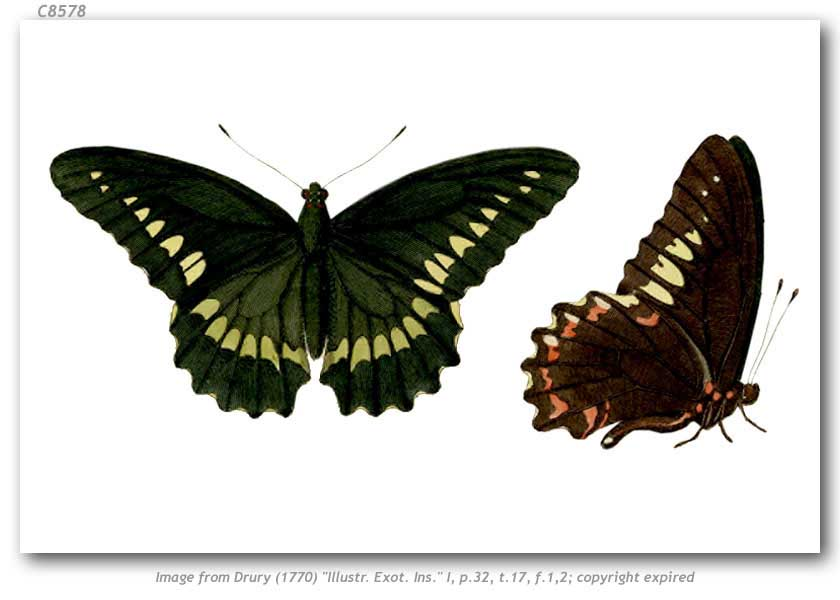